# Орипавін
Орипавін (англ. Oripavine) — опіоїд та основний метаболіт тебаїну. Він є вихідною сполукою, з якої отримують низку напівсинтетичних опіоїдів, зокрема еторфін і бупренорфін. Хоча анальгетичну дію орипавіну можна порівняти з морфіном, він не використовується у клінічній практиці через його сильну токсичність і низький терапевтичний індекс. Унаслідок його використання у виробництві сильних опіоїдів у деяких країнах орипавін є контрольованою речовиною.

## Фармакологічні властивості
Орипавін має анальгетичну дію, порівняну з морфіном; однак він не застосовується в клінічній практиці через сильну токсичність і низький терапевтичний індекс. Як у мишей, так і у щурів токсичні дози орипавіну, як і тебаїну, спричинювали тоніко-клонічні судоми, а пізніше смерть. Орипавін також може спричинювати залежність, у значно більшій ступені, ніж тебаїн, але трохи меншу, ніж морфін.

### Місткові похідні
Набагато більше значення мають орвіноли, велика група напівсинтетичних похідних орипавіну, які переважно синтезуються реакцією Дільса-Альдера тебаїну з відповідним дієнофілом з подальшим 3-O-деметилюванням до відповідного місткового орипавіну. Ці сполуки були розроблені групою під керівництвом К. В. Бентлі в 1960-х роках, і ці сполуки Бентлі представляють першу серію надсильних агоністів μ-рецепторів, причому деякі сполуки з цієї групи мають більш ніж у 10 тисяч разів анальгетичні властивості морфіну. Проста вихідна сполука орипавіну 6,14-ендоетенотетрагідроорипавін вже в 40 разів сильніший за морфін, але додавання розгалуженого третинного спиртового замісника в положенні С7 призводить до появи широкого діапазону високоактивних сильнодіючих сполук.
| Назва препарату | R           | Анальгетична потужність (морфін = 1) |
| --------------- | ----------- | ------------------------------------ |
|                 | ізобутил    | 10                                   |
|                 | феніл       | 34                                   |
|                 | n-гексил    | 58                                   |
|                 | метил       | 63                                   |
|                 | циклопентил | 70                                   |
|                 | етил        | 330                                  |
|                 | фенетил     | 2200                                 |
| еторфін         | n-пропіл    | 3200                                 |
|                 | циклогексил | 3400                                 |
|                 | n-пентил    | 4500                                 |
|                 | n-бутил     | 5200                                 |
| M320 (опіоїд)   | ізопентил   | 9200                                 |

Інші значимі подальші похідні є результатом подальшої модифікації цієї матриці з насиченням 7,8-подвійного зв'язку еторфіну, що призводить до синтезу ще більш сильнішого дигідроеторфіну (з силою до 12 тисяч більшою сили морфіну) та ацетилювання 3-гідроксигрупи еторфіну, в результаті чого утворюється ацеторфін (з силою у 8700 більшою за морфін), хоча ізопентиловий гомолог еторфіну є майже втричі більш сильним, його 7,8-дигідро та 3-ацетил похідні є менш сильними, ніж відповідні похідні еторфіну, і відповідно є сильнішими за морфін у 11000 і 1300 разів. Заміна N-метильної групи на циклопропілметил призводить до отримання антагоністів опіоїдів, зокрема дипренорфіну (M5050, який використовується як антидот для усунення наслідків дії еторфіну, M99), і часткових агоністів, зокрема бупренорфіну, який широко використовується в лікуванні залежності від опіоїдів.

## Правовий статус
Через відносну легкість переробки орипавіну для отримання інших наркотиків (прямим або непрямим шляхом через тебаїн), комітет експертів Всесвітньої організації охорони здоров'я із медикаментозної залежності у 2003 році рекомендував контролювати орипавін згідно зі Списком I Єдиної конвенції про наркотичні засоби 1961 року. 14 березня 2007 року Комісія ООН з наркотичних засобів офіційно вирішила прийняти ці рекомендації, та включила орипавін до Списку I.
Тривалий час орипавін був препаратом списку II у США за замовчуванням як похідне тебаїну, хоча він не був чітко включений до цього списку. Однак, як держава-член, згідно з Єдиною конвенцією про наркотичні засоби 1961 року, США були зобов'язані спеціально контролювати цю речовину відповідно до закону про контрольовані речовини, після того, як її на міжнародний контроль поставила Комісія ООН з наркотичних засобів. 24 вересня 2007 року Управління боротьби з наркотиками офіційно додало орипавін до списку II.
Відповідно до Закону про контрольовані речовини 1970 року, орипавін має ACSCN 9330 і виробничу квоту на 2013 рік у 22750 кг (50 160 фунтів).

## Біосинтез
Біосинтез молекули орипавіну пов'язаний з метаболізмом похідних морфінану, в якому беруть участь тебаїн і морфін.